# Зајечарски партизански одред
'Зајечарски партизански одред „Миленко Брковић Црни" је био партизанска јединица у саставу Народноослободилачке војске и партизанских одреда Југославије током Другог светског рата у Србији. Одред је назван по Миленку Брковићу Црном, учеснику Народноослободилачке борбе и народном хероју Југославије.

## Историјат
Формиран је 8. октобра 1943. близу села Вратарнице (код Зајечара) од 1. и 2. батаљона Тимочке крајине с укупно 137 бораца. Батаљони су 10. октобра кренули: 1. према Књажевцу и Сокобањи ради дејства у долини Белог Тимока и Моравице, а 2. са Штабом Одреда према Неготину, ради дејства у Крајини. До половине новембра 2. батаљон је уништио одред Српске државне страже из села Рготине, разоружао посаде бугарске фашистичке окупационе војске на прузи села Тамнич—село Брусник и избио пред сам Неготин, а у повратку ка Тимоку порушио је рудник угља Аврамица у непосредној бли- зини Зајечара. Батаљони су се састали 15. новембра 1943. у селу Јелашници (близу Књажевца) и тад је З. имао око 230 бораца. Око месец дана Одред је водио борбе са четницима Драже Михаиловића, а 19. децембра 1. батаљон се пребацио према планини Девици где се 24. децембра у селу Лабукову састао с Озренским батаљоном, одакле су кренули према Нишу, а 2. батаљон је остао у долини Белог Тимока. У покрету ка долини Тимока 1. и Озренски батаљон су разбили 8. јануара код села Раденковца (близу Сокобање) делове четничке Књажевачке бригаде, а 11. јануара састали се код манастира Суводола са 2. батаљоном Одреда који је до тада водио борбе са четничким снагама. Одред је кренуо ка Малом Извору, а 20. јануара 1944. у селу Језеру (код Сокобање) формиран је од новопридошлог људства и 3. батаљон; Одред и Озренски батаљон представљали су групу батаљона НОВЈ у јужном делу источне Србије, с укупно око 360 бораца. Под командом Штаба одреда, група батаљона источне Србије прешла је 29/30. јануара на леву обалу Јужне Мораве, а затим се пребацила на територију Топлице. У фебруару Одред и Озренски батаљон, заједно са 2. јужноморавском бригадом дејствовали су под командом Привременог оперативног штаба против четника, а потом су се почетком марта 1944. пребацили ка Јабланици и Пустој реци. У селу Речици (код Лебана) од Одреда и Озренског батаљона формирана је 11. марта 1944. Озренска бригада од четири батаљона, која је наредбом Главног штаба Србије од 7. маја 1944. преименована у 9. српску бригаду.